# Fritz J. Raddatz
Fritz J. Raddatz, celým jménem Fritz Joachim Raddatz (3. září 1931 – 26. února 2015) byl německý spisovatel, novinář a literární kritik.

## Život
Narodil se v Berlíně, jeho matka zemřela po porodu a se svým biologickým otcem žádný vztah neměl. Studoval na Humboldtově univerzitě v Berlíně a následně na Hannoverské univerzitě. Ve svých dvaceti letech začal psát pro deník Berliner Zeitung a později pracoval pro nakladatelství Volk und Welt. Je autorem několika biografických knih, například Gottfrieda Benna či Karla Marxe. Aktivnímu psaní se přestal věnovat v září roku 2014. Byl zastáncem eutanazie a v únoru 2015 spáchal v Curychu sebevraždu.